# Стеліано Філіп
Стеліано Філіп (рум. Steliano Filip, нар. 15 травня 1994, Бузеу) — румунський футболіст, півзахисник угорського клубу «Мезйокйовешд».

## Клубна кар'єра
Народився 15 травня 1994 року в місті Бузеу. Вихованець юнацьких команд футбольних клубів «Банатул», «Марамуреш Універсітар».
У дорослому футболі дебютував 2011 року виступами за команду клубу «Марамуреш Універсітар», в якій провів один сезон, взявши участь у 16 матчах чемпіонату. 
До складу бухарестського «Динамо» приєднався 2012 року. Відтоді встиг відіграти за бухарестську команду 49 матчів в національному чемпіонаті.

## Виступи за збірні
2010 року дебютував у складі юнацької збірної Румунії, взяв участь у 10 іграх на юнацькому рівні, відзначившись одним забитим голом.
З 2015 року залучається до складу молодіжної збірної Румунії. На молодіжному рівні зіграв у 3 офіційних матчах.
Того ж 2015 року дебютував в офіційних матчах у складі національної збірної Румунії. Наразі провів у формі головної команди країни 8 матчів.

## Статистика виступів

### Статистика виступів за збірну
Станом на 15 листопада 2016 року
| Дата       | Місто       | Господарі | Результат | Гості      | Турнір             | Голи | Примітки |
| ---------- | ----------- | --------- | --------- | ---------- | ------------------ | ---- | -------- |
| 7-2-2015   | Анталія     | Румунія   | 0 – 0     | Болгарія   | товариський матч   | -    | 15' 63'  |
| 17-11-2015 | Болонья     | Італія    | 2 – 2     | Румунія    | товариський матч   | -    | 83'      |
| 23-3-2016  | Джурджу     | Румунія   | 1 – 0     | Литва      | товариський матч   | -    | 86'      |
| 27-3-2016  | Клуж-Напока | Румунія   | 0 – 0     | Іспанія    | товариський матч   | -    |          |
| 29-5-2016  | Турин       | Румунія   | 3 – 4     | Україна    | товариський матч   | -    | 46'      |
| 15-6-2016  | Париж       | Румунія   | 1 – 1     | Швейцарія  | ЧЄ 2016 - 1-й етап | -    | 56'      |
| 4-9-2016   | Клуж-Напока | Румунія   | 1 – 1     | Чорногорія | Відбір до ЧС 2018  | -    |          |
| 15-11-2016 | Грозний     | Росія     | 1 – 0     | Румунія    | товариський матч   | -    | 66'      |
| Усього     |             | Матчів    | 8         |            | Голів              | 0    |          |

## Титули і досягнення
- Володар Суперкубка Румунії (2):

«Динамо» (Бухарест): 2012
«Віїторул»: 2019
- Володар Кубка румунської ліги (1):

«Динамо» (Бухарест): 2016-17